# 조후번
조후 번(일본어: 長府藩 조후한[*])은 지금의 야마구치현 시모노세키에 있었던 일본 에도 시대의 번으로, 조슈번의 지번이다. 번주는 모리 가문(毛利氏)이며, 나가토 후추 번(長門府中藩)으로 표기하는 경우도 있다.
번청은 당초 구시자키성(櫛崎城, 번 성립 당시에 오야마성(雄山城)으로 개칭)에 두었으나, 1615년에 이 성이 에도 막부에 의해 규정된 일국 일성령(一国一城令)에 의해 폐성됨에 따라, 인근에 조후 진야(長府陣屋)를 새로 지어 그곳으로 이전하였다. 막말에는 가쓰야마성으로 번청을 이전, 메이지 유신 때까지 번청으로 사용하였다.

## 고쿠다카의 변천
- 게이초(慶長) 5년(1600년) - 6만 석, 초창기의 고쿠다카 수치
- 조오(承応) 2년(1653년) - 5만 석, 지번인 기요스에번 창설에 의해 1만 석이 감소
- 교호(享保) 3년(1718년) - 3만 8천 석
- 교호(享保) 5년(1720년) - 4만 7천 석
- 덴메이(天明) 3년(1783년) - 5만 석, 메이지 유신 당시의 고쿠다카 수치

## 역대 번주
1. 모리 히데모토(毛利秀元) 재위 1600년 ~ 1650년
2. 모리 미쓰히로(毛利光広) 재위 1650년 ~ 1653년
3. 모리 쓰나모토(毛利綱元) 재위 1653년 ~ 1709년
4. 모리 모토토모(毛利元朝) 재위 1709년 ~ 1713년
5. 모리 모토노리(毛利元矩) 재위 1713년 ~ 1718년
6. 모리 마사히로(毛利匡広) 재위 1718년 ~ 1729년
7. 모리 모로타카(毛利師就) 재위 1729년 ~ 1735년
8. 모리 마사타카(毛利匡敬) 재위 1735년 ~ 1751년
9. 모리 마사미쓰(毛利匡満) 재위 1751년 ~ 1769년
10. 모리 마사요시(毛利匡芳) 재위 1769년 ~ 1792년
11. 모리 모토요시(毛利元義) 재위 1792년 ~ 1841년
12. 모리 모토유키(毛利元運) 재위 1841년 ~ 1852년
13. 모리 모토치카(毛利元周) 재위 1852년 ~ 1868년
14. 모리 모토토시(毛利元敏) 재위 1868년 ~ 1871년

## 지번
- 기요스에번

## 같이 보기
- 모리 택(일본어판)